# Picumne à ventre roux
Picumnus rufiventris
Espèce
Statut de conservation UICN

 LC  : Préoccupation mineure
Le Picumne à ventre roux, Picumnus rufiventris, est une espèce d'oiseaux de la famille des Picidae (sous-famille des Picumninae), dont l'aire de répartition s'étend sur  la Colombie, l'Équateur, le Pérou, la Bolivie et le Brésil.

## Liste des sous-espèces
- Picumnus rufiventris brunneifrons Stager, 1968
- Picumnus rufiventris grandis Carriker, 1930
- Picumnus rufiventris rufiventris (Bonaparte, 1838)